# Pseudothelphusoidea
Pseudothelphusoidea is een superfamilie van krabben en omvat de volgende familie:
- Pseudothelphusidae (Ortmann, 1893)